# 瓦连京诺夫卡 (阿尔汉格尔斯科耶区)
瓦连京诺夫卡（羅馬化：Valentinovka）是俄罗斯联邦巴什科尔托斯坦共和国阿尔汉格尔斯科耶区的一个村庄。 

## 地理位置
距离：
- 阿尔汉格尔斯科耶区中心：20公里，
- 最近的火车站（ 36 км）：12公里。

## 历史
瓦连京诺夫卡（又名诺维科夫卡，穆沙特坎或穆希阿特坎）起源于1870年代。图拉省的主要定居者从地主诺维科夫那里租用土地。1886年和1890年，定居者不断抵达这里。
村庄的第二个名字来自地主的名字，第三个名字来自河流的名字。

## 人口
根据2002年俄羅斯人口普查，主要民族是俄罗斯人（68%） 。